# Muricella erythraea
Muricella erythraea is een zachte koraalsoort uit de familie Acanthogorgiidae. De koraalsoort komt uit het geslacht Muricella. Muricella erythraea werd in 1913 voor het eerst wetenschappelijk beschreven door Kükenthal. 